# Cantó de Loches
El cantó de Loches és un cantó francès del departament de l'Indre i Loira, situat al districte de Loches. Té 18 municipis i el cap és Loches.

## Municipis
- Azay-sur-Indre
- Beaulieu-lès-Loches
- Bridoré
- Chambourg-sur-Indre
- Chanceaux-près-Loches
- Chédigny
- Dolus-le-Sec
- Ferrière-sur-Beaulieu
- Loches
- Perrusson
- Reignac-sur-Indre
- Saint-Bauld
- Saint-Hippolyte
- Saint-Jean-Saint-Germain
- Saint-Quentin-sur-Indrois
- Sennevières
- Tauxigny
- Verneuil-sur-Indre

## Història
| Data d'elecció                           | Identitat        | Partit          | Qualitat |
| ---------------------------------------- | ---------------- | --------------- | -------- |
| 1945-1951                                | Georges Patry    | radical         |          |
| 1951-1964                                | M. Rossignol     | RI              |          |
| 1964-1976                                | M. Astruc        | PSU, després PS |          |
| 1976-1982                                | Yves Le Garrec   | PS              |          |
| 1982-2001                                | Jean-Paul Diacre | RPR             |          |
| 2001-                                    | Pierre Louault   | UDF, després NC |          |
| les dades anteriors no són pas conegudes |                  |                 |          |
|                                          |                  |                 |          |

## Demografia
| A partir de 1990: Població sense dobles comptes |